# Verska resnica
Verske resnice oziroma verske dogme so sestavina religije, ki je obvezujoča za vse člane verske skupnosti (npr. izpoved vere). Verska dogma je bila v zgodovini sklep cerkvenega zbora glede verskih naukov, ki je temelj za neko verstvo in je zato nespremenljiv. 

## Dogmatika
Dogmatika je nauk o verskih resnicah, v krščanstvu je na primer to nauk o Kristusu in Bogu.

## Rimskokatoliška cerkev
10 izrecnih dogem Rimskokatoliške cerkve:
1. Enost in trojnost Boga v treh božanskih osebah (Prvi nicejski koncil, 325);
2. Jezus je druga Božja oseba, ki se je utelesila, umrla in vstala (Prvi nicejski koncil, 325);
3. Marija je Božja mati, ker je mati Jezusa, ki je Bog (Prvi efeški koncil, 431);
4. Jezus Kristus je pravi Bog in pravi človek (Prvi efeški koncil, 431);
5. Jezusovo deviško rojstvo (Drugi koncil v Konstantinoplu, 553);
6. Obstoj vic, pekla in raja (samo za vice, Drugi lyonski koncil, 1274);
7. Transsubstanciacija (resnična navzočnost Kristusa v evharistiji) (Mt 26,26 in vzporednice; dogma, potrjena na Tridentinskem koncilu, 1545-1563);
8. Marijino brezmadežno spočetje (apostolska konstitucija Ineffabilis Deus papeža Pija IX., 1854);
9. Papeška nezmotljivost, ko govori ex cathedra o vprašanjih vere in morale (Prvi vatikanski koncil, 1870);
10. Marijino vnebovzetje s telesom in dušo (dogmatična konstitucija Munificentissimus Deus papeža Pija XII., 1950).